# Wright StreetLite
Wright StreetLite – niskopodłogowy autobus miejski klas midi oraz maxi produkowany przez brytyjskie przedsiębiorstwo Wrightbus, zaprezentowany w 2010 roku.
StreetLite oferowany jest w wersjach: 8,8-, 9,5-, 10,2-, 10,8- oraz 11,5-metrowej (StreetLite Max). Standardowo autobus wyposażony jest w jedną parę drzwi, umieszczoną z przodu pojazdu. W wersjach 8,8- i 9,5-metrowej znajduje się ona za osią przednią, a w pozostałych przed nią. Wersje 10,2- i 10,8-metrowe dostępne są także w wariancie dwudrzwiowym, który spełnia wymagania określone przez Transport for London. Liczba miejsc siedzących w zależności od długości pojazdu wynosi od 33 do 45 (autobusy z dwiema parami drzwi liczą 31-35 siedzeń). Łączna liczba miejsc, wraz z miejscami stojącymi, wynosi 70 lub 71 w przypadku autobusów dwudrzwiowych. Pojazd dostępny jest zarówno w wersji przystosowanej do ruchu lewo- jak i prawostronnego.